# Diglima
La diglima o bis(2-metossietil)etere o anche dietilen glicole dimetil etere è un composto organico con formula C6H14O3. È un etere con alto punto di ebollizione spesso usato come solvente. In condizioni normali è un liquido incolore di odore debole, miscibile con acqua, alcoli, etere dietilico e solventi idrocarburici.

## Sintesi
La diglima viene prodotta industrialmente per reazione tra glicole etilenico e metanolo.

## Usi

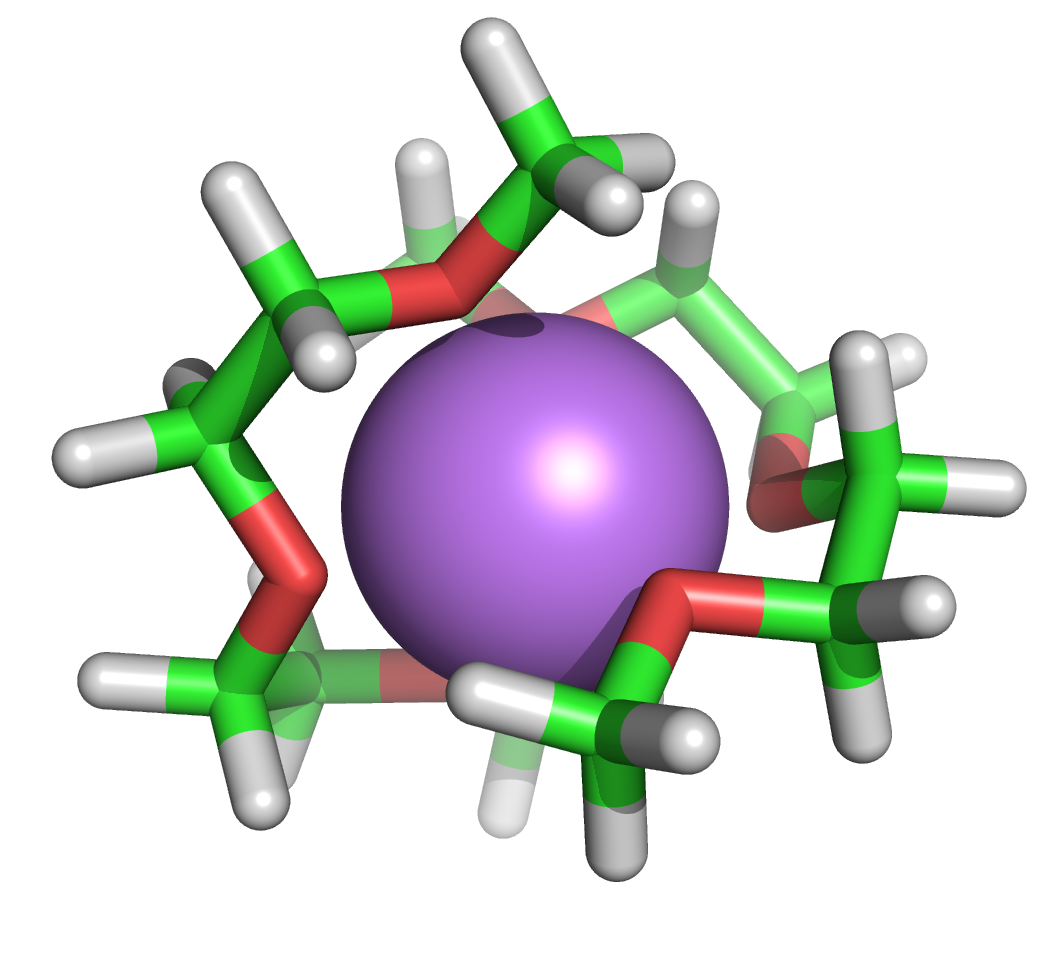
Un catione litio chelato da una molecola di diglima.

Nell'industria la diglima è usata principalmente come solvente nella produzione di gomme, plastiche e polistirene magnetico. Trova usi minori nell'industria farmaceutica, nei combustibili diesel, nella fotolitografia e nella sintesi di semiconduttori. Nei laboratori chimici è un solvente particolarmente stabile, e risulta quindi molto utile per reazioni che impiegano basi forti o che richiedono una temperatura elevata. Può funzionare da chelante per cationi dei metalli alcalini, lasciando liberi gli anioni che diventano più reattivi. Per questo motivo l'utilizzo di diglima come solvente può rendere significativamente più veloci le reazioni di Grignard o le riduzioni con idruri metallici.

## Tossicità / Indicazioni di sicurezza
La diglima è disponibile in commercio. È un composto infiammabile; vapori miscelati con aria possono formare miscele esplosive. La sostanza è leggermente irritante per la pelle e le mucose, e risulta tossica per la riproduzione; su animali si sono osservati effetti teratogeni e fetotossici. Non risultano rischi di cancerogenicità. Nel 2011 la diglima è stata aggiunta all'elenco delle sostanze estremamente preoccupanti (SVHC-substance of very high concern) pubblicata dall'Agenzia europea delle sostanze chimiche (ECHA).